# Tage Axelson
Tage Axelson (født 29. december 1933 i Lyne) er en dansk skuespiller.
Axelson var oprindeligt uddannet mejerist, men blev efter at have arbejdet som statist og påklæder på Det Kongelige Teater uddannet fra Aalborg Teaters elevskole i 1963. Han arbejdede efterfølgende freelance med roller på mange teatre, blandt andet Det ny Teater, Folketeatret, Det ny Scala og Gladsaxe Teater, ligesom han havde flere roller i film og tv. På Folketeatret havde han bl.a. en rolle i Den Politiske Kandestøber. I begyndelsen af 1990'erne blev han kendt som vismanden i tårnet i TV3's underholdningsprogram Fangerne på Fortet.

## Filmografi
- En ven i bolignøden (1965) − journalist
- Krybskytterne på Næsbygaard (1966) − krybskytte Lars
- Der var engang (1966) − hofmand
- Flagermusen (1966) − rød page med vinglasbakke
- Slap af, Frede (1966) − gangster
- Den røde rubin (1970) − meteorolog
- Hør, var der ikke en som lo? (1978) − gravermedhjælper
- Olsen-banden over alle bjerge (1981) – lastbilchauffør
- Mord i mørket (1986) − mand som tester farveprøve
- Mord i Paradis (1988) − bartender

### Tv-serier
- Huset på Christianshavn (1970-1977), afsnit 55
- En by i Provinsen (1977-1980), afsnit 13 − skomager
- Anthonsen (1984), afsnit 3 − hemmelig agent
- Poul Reichhardt kommer i aften (tv-spil 1992)
- Nikolaj og Julie (2002-2003), afsnit 22 − onkel Henning

#### Julekalendere
- Pyrus i Alletiders Eventyr (2000), afsnit 21 – Gepetto
- Pyrus i Alletiders Eventyr (2000), afsnit 22 − skrædder
- Julefeber (2020), afsnit 15 − vagt